# Isola di Jackson
L'isola di Jackson (in russo Остров Джексона, ostrov Džeksona) è un'isola russa nell'Oceano Artico che fa parte della Terra di Zichy nell'arcipelago della Terra di Francesco Giuseppe.

## Geografia
L'isola di Jackson si trova nella parte settentrionale del gruppo delle isole di Zichy, tra l'isola di Karl-Alexander, a nord-est, e le isole Payer e di Ziegler a sud, sud-est. L'isola di Jackson e quella di Payer sono divise dal canale Italiano (пролив Итальянский).
Nella parte nord-occidentale si trova l'ampia baia di De Long che ha preso il nome dello sfortunato esploratore artico americano George W. DeLong. A sud la baia termina con capo Bystrov, dedicato nel 1963 al paleontologo russo Aleksej Petrovič Bystrov (1899—1959).

## Storia
L'isola è stata così denominata in onore dell'esploratore inglese, Frederick Jackson, che esplorò e denominò molte delle isole della Terra di Francesco Giuseppe. La parte est dell'isola fu avvistata la prima volta nel 1874 da Payer, mentre la parte ovest fu scoperta da Jackson nella primavera del 1895. La spedizione artica Jackson-Harmsworth (1894—1897) fu sponsorizzata dalla Royal Geographical Society. Il nord dell'isola è stato meglio mappato dalla  spedizione sulla nave Stella Polare (1899-1900) sotto la guida di Luigi Amedeo di Savoia-Aosta.
A capo Norvegia (81°12′N 55°37′E), nella parte occidentale dell'isola, svernarono nel 1895-96 Fridtjof Nansen e Hjalmar Johansen dopo aver fallito il raggiungimento del Polo Nord. È rimasta ancora in loco una capanna di legno.

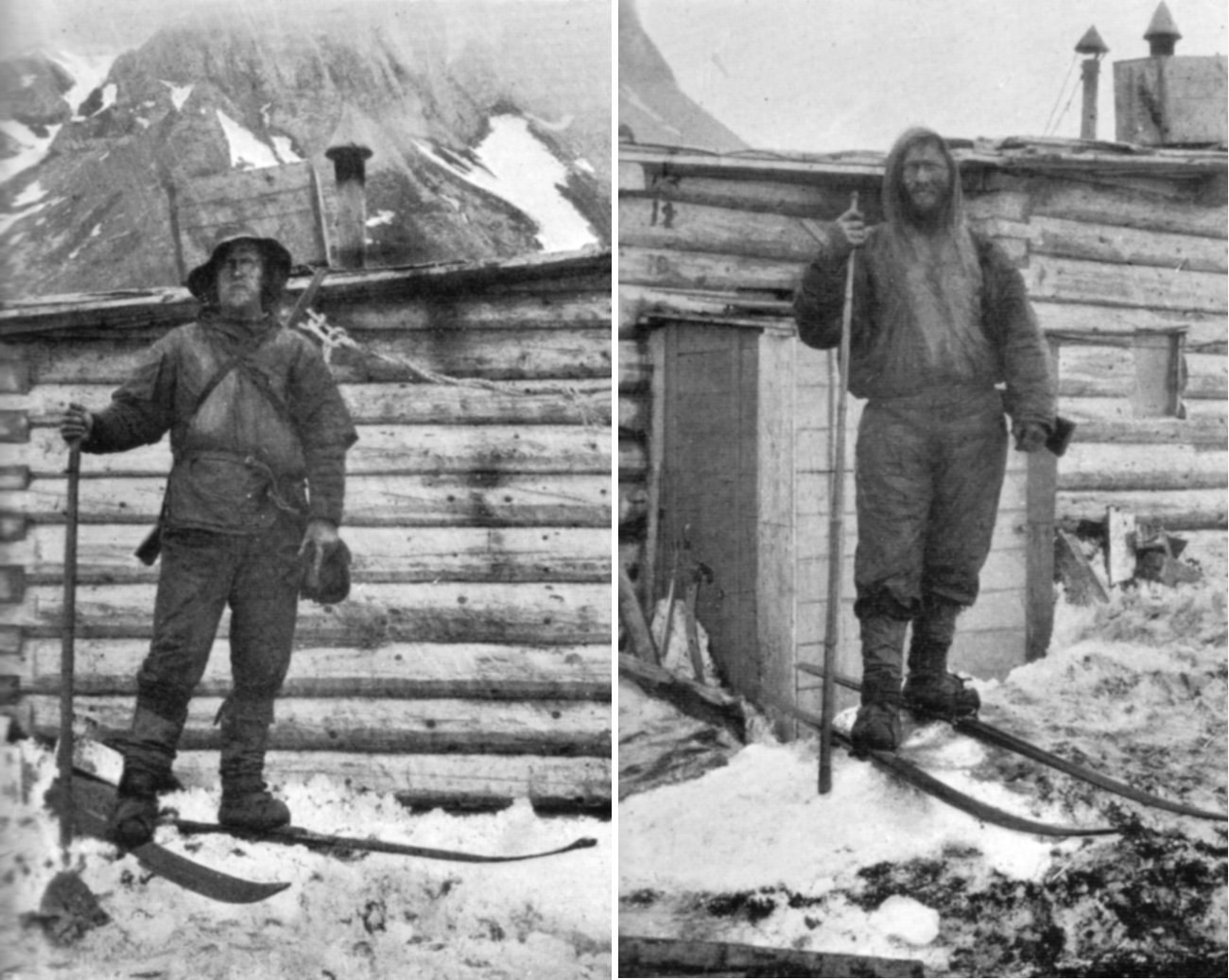
Fridtjof Nansen (a sinistra) e Hjalmar Johansen al campo dell'isola di Jackson - agosto 1896.

## Isole adiacenti
- Isole di Alexander (Острова Александра, ostrova Aleksandra), gruppo di 5 piccole isole vicino alla punta nord-ovest.
- Isola di Harley (Остров Харли, ostrov Harli), 15 km a ovest.
- Isola di Ommanney (Остров Оммани, ostrov Ommani), 12 km a nord-ovest.
- Isola di Levanevsky (Остров Леваневского, ostrov Levanevskogo) ad ovest.
- Isole di Magee (Острова Мак-Ги, ostrova Mak-Gi), 2 isole, 1 km a sud, tra l'isola di Jackson e l'isola di Payer.
- Isole di Miriam (Острова Мириам, ostrova Miriam), 3 isole vicino alla costa settentrionale.
- Isola di Querini (Остров Кверини, ostrov Kverini), nella baia a sud.
- Scoglio Klyk o Scoglio zanna (скала Клык, skala Klyk), a ovest, 3,5 km a sud-ovest di capo Mill (мыса Милла).